# Metabolomika
Metabolomika je naučna studija hemijskih procesa u kojima učestvuju metaboliti. Metabolomika je sistematsko izučavanje jedinstvenih hemijskih otisaka koji su specifčni za ćelijske procese. Ona je studija motaboličkih profila malih molekula. Metabolom je kolekcija svih metabolita u biološkoj ćeliji, tkivu, organu ili organizmu, koji su krajnji produkti ćelijskih procesa. Dok celokupni podaci iRNK genske ekspresije i proteomskih analiza ne sadrže potpunu informaciju o ćelijskim procesima, metabolički profil može da pruži trenutnu sliku ćelijske fiziologije. Jedan od izazova sistemske biologije i funkcionalne genomike je integracija proteomske, transkriptomske, i metabolomske informacije da bi se formirala kompletnija slika živih organizama.

## Literatura
- Tomita M, Nishioka T (2005). Metabolomics: The Frontier of Systems Biology. Springer.  4-431-25121-9.
- Weckwerth, Wolfram (2006). Metabolomics: Methods And Protocols (Methods in Molecular Biology). Humana Press. OCLC 493824826.  1-58829-561-3.
- Fan TW, Lorkiewicz PK, Sellers K, Moseley HN, Higashi RM, Lane AN (2012). „Stable isotope-resolved metabolomics and applications for drug development”. Pharmacol. Ther. 133 (3): 366—91. PMC 3471671 . PMID 22212615. doi:10.1016/j.pharmthera.2011.12.007.
- Ellis DI, Goodacre R (2006). „Metabolic fingerprinting in disease diagnosis: biomedical applications of infrared and Raman spectroscopy” (PDF). Analyst. 131 (8): 875—885. Bibcode:2006Ana...131..875E. PMID 17028718. doi:10.1039/b602376m.
- Claudino WM, Quatronne A, Pestrim M, Biganzoli L, Bertini, Di Leo A (2007). „Metabolomics: Available results, current research projects in breast cancer, and future applications”. J Clin Oncol. 25 (19): 2840—6. PMID 17502626. doi:10.1200/JCO.2006.09.7550. Архивирано из оригинала 20. 01. 2008. г. Приступљено 05. 11. 2013.
- Ellis DI, Dunn WB, Griffin JL, Allwood JW, Goodacre R (2007). „Metabolic fingerprinting as a diagnostic tool” (PDF). Pharmacogenomics. 8 (9): 1243—1266. PMID 17924839. doi:10.2217/14622416.8.9.1243.
- Bundy JG, Davey MP, Viant, MR (2009). „Environmental metabolomics: A critical review and future perspectives”. Metabolomics. 5: 3—21. doi:10.1007/s11306-008-0152-0. Архивирано из оригинала 15. 12. 2019. г. Приступљено 05. 11. 2013.
- Kenneth Haug, Reza M. Salek, Pablo Conesa, Janna Hastings, Paula de Matos, Mark Rijnbeek, Tejasvi Mahendrakar, Mark Williams, Steffen Neumann, Philippe Rocca-Serra, Eamonn Maguire, Alejandra González-Beltrán, Susanna-Assunta Sansone, Julian L. Griffin and Christoph Steinbeck. (2013). „MetaboLights-- an open-access general-purpose repository for metabolomics studies and associated meta-data.”. Nucl. Acids Res. 41 (D1): D781—D786. doi:10.1093/nar/gks1004.

## Spoljašnje veze
- Metabolism на веб-сајту  (језик: енглески)